# Coppa Intertoto UEFA 2000
La Coppa Intertoto UEFA 2000, sesta edizione dell'omonima competizione, vede vincitrici l'Udinese, il Celta Vigo e lo Stoccarda, che in tal modo accedono alla Coppa UEFA 2000-2001. Di seguito sono riportati i risultati della competizione:

## Primo turno
Andata 18 e 19 giugno, ritorno 25 e 26 giugno.
| Squadra 1                | Totale    | Squadra 2          | Andata | Ritorno       |
| ------------------------ | --------- | ------------------ | ------ | ------------- |
| Floriana                 | 1-3       | Stabæk             | 1-1    | 0-2           |
| Glenavon                 | 1-4       | Slaven Belupo      | 1-1    | 0-3           |
| Zagłębie Lubin           | 7-1       | Viləş Masallı      | 4-0    | 3-1           |
| OD Trenčín               | 0-4       | Dinaburg           | 0-3    | 0-1           |
| Primorje                 | 11-0      | Westerlo           | 5-0    | 6-0           |
| Cibalia                  | 4-2       | Obilić             | 3-1    | 1-1           |
| Dnjapro-Transmaš Mahilëŭ | 4-2       | Silkeborg          | 2-1    | 2-1           |
| Nea Salamis              | 6-2       | Vllaznia           | 4-1    | 2-1           |
| Pelister                 | 4-1       | Hobscheid          | 3-1    | 1-0           |
| KS/Leiftur               | 6-6 (gfc) | Lucerna            | 2-2    | 4-4           |
| Dinamo Tbilisi           | 3-3 (gfc) | Standard Liegi     | 2-2    | 1-1           |
| LASK Linz                | 4-1       | Hapoel Petah Tiqwa | 3-0    | 1-1           |
| HB Tórshavn              | 0-7       | Tatabánya          | 0-4    | 0-3           |
| Araks Ararat             | 1-3       | Sigma Olomouc      | 1-2    | 0-1           |
| Narva Trans              | 4-9       | Ceahlăul           | 2-5    | 2-4           |
| Kocaelispor              | 1-1       | Atlantas           | 0-1    | 1-0 (3-5 dtr) |
| Västra Frölunda          | 2-2 (gfc) | Zrinjski Mostar    | 1-0    | 1-2           |
| MyPa                     | 4-5       | Neuchâtel Xamax    | 1-2    | 3-3           |
| UCD                      | 3-3 (gfc) | Velbažd            | 3-3    | 0-0           |
| Cwmbran Town             | 0-2       | Nistru Otaci       | 0-1    | 0-1           |

## Secondo turno
Andata 1 e 2 luglio, ritorno 8 e 9 luglio.
| Squadra 1             | Totale    | Squadra 2                | Andata | Ritorno |
| --------------------- | --------- | ------------------------ | ------ | ------- |
| Perugia               | 2-3       | Standard Liegi           | 1-2    | 1-1     |
| Nea Salamis           | 1-3       | Austria Vienna           | 1-0    | 0-3     |
| Stabæk                | 0-5       | Auxerre                  | 0-2    | 0-3     |
| Nistru Otaci          | 3-7       | Austria Salisburgo       | 2-6    | 1-1     |
| Maiorca               | 3-4       | Ceahlăul                 | 2-1    | 1-3     |
| Chmel Blšany          | 8-2       | Dnjapro-Transmaš Mahilëŭ | 6-2    | 2-0     |
| Sedan                 | 6-2       | KS/Leiftur               | 3-0    | 3-2     |
| Zagłębie Lubin        | 1-1 (gfc) | Slaven Belupo            | 1-1    | 0-0     |
| Tatabánya             | 3-2       | Cibalia                  | 3-2    | 0-0     |
| Pelister              | 3-1       | Västra Frölunda          | 3-1    | 0-0     |
| Neuchâtel Xamax       | 2-10      | Stoccarda                | 1-6    | 1-4     |
| Zenit San Pietroburgo | 6-1       | Primorje                 | 3-0    | 3-1     |
| LASK Linz             | 3-4       | Marila Příbram           | 1-1    | 2-3     |
| Velbažd               | 2-8       | Sigma Olomouc            | 2-0    | 0-8     |
| Atlantas              | 2-7       | Bradford City            | 1-3    | 1-4     |
| Dinaburg              | 0-1       | Aalborg                  | 0-0    | 0-1     |

## Terzo turno
Andata 15 e 16 luglio, ritorno 22 luglio.
| Squadra 1             | Totale    | Squadra 2          | Andata | Ritorno |
| --------------------- | --------- | ------------------ | ------ | ------- |
| Celta Vigo            | 5-1       | Pelister           | 3-0    | 2-1     |
| Sedan                 | 1-2       | Wolfsburg          | 0-0    | 1-2     |
| Chmel Blšany          | 8-0       | Kalamata           | 5-0    | 3-0     |
| Lens                  | 2-2 (gfc) | Stoccarda          | 2-1    | 0-1     |
| Slaven Belupo         | 1-2       | Sigma Olomouc      | 1-1    | 0-1     |
| Standard Liegi        | 4-2       | Austria Salisburgo | 3-1    | 1-1     |
| Ceahlăul              | 2-5       | Austria Vienna     | 2-2    | 0-3     |
| Zenit San Pietroburgo | 4-2       | Tatabánya          | 2-1    | 2-1     |
| Bradford City         | 3-0       | RKC Waalwijk       | 2-0    | 1-0     |
| Rostsel'maš           | 1-5       | Auxerre            | 0-2    | 1-3     |
| Marila Příbram        | 1-3       | Aston Villa        | 0-0    | 1-3     |
| Aalborg               | 2-3       | Udinese            | 0-2    | 2-1     |

## Semifinali
Andata 26 luglio, ritorno 2 agosto.
| Squadra 1             | Totale | Squadra 2      | Andata | Ritorno   |
| --------------------- | ------ | -------------- | ------ | --------- |
| Sigma Olomouc         | 3-1    | Chmel Blšany   | 3-1    | 0-0       |
| Stoccarda             | 2-1    | Standard Liegi | 1-1    | 1-0       |
| Zenit San Pietroburgo | 4-0    | Bradford City  | 1-0    | 3-0       |
| Celta Vigo            | 3-1    | Aston Villa    | 1-0    | 2-1       |
| Austria Vienna        | 0-3    | Udinese        | 0-1    | 0-2       |
| Auxerre               | 3-2    | Wolfsburg      | 1-1    | 2-1 (dts) |

## Finali
Andata 8 agosto, ritorno 22 agosto.
| Squadra 1     | Totale | Squadra 2             | Andata | Ritorno   |
| ------------- | ------ | --------------------- | ------ | --------- |
| Sigma Olomouc | 4-6    | Udinese               | 2-2    | 2-4 (dts) |
| Celta Vigo    | 4-3    | Zenit San Pietroburgo | 2-1    | 2-2       |
| Auxerre       | 1-3    | Stoccarda             | 0-2    | 1-1       |